# Corte Suprema de Justicia de Venezuela
La Corte Suprema de Justicia de Venezuela fue el máximo órgano del sistema judicial de Venezuela y la cabeza del Poder Judicial en Venezuela hasta 1999, cuando es sustituida por el Tribunal Supremo de Justicia.

## Historia

### SigloXVIII

#### La Influencia del Régimen Imperial Español
Los antecedentes de la Corte Suprema de Justicia de Venezuela se remontan considerablemente en el pasado, encontrando su precursor más inmediato en las instituciones del régimen imperial español en América. Específicamente en Venezuela, que a partir de 1777, por Real Cédula de Carlos III, pasó a ser una entidad político-administrativa independiente del Virreinato de Nueva Granada. Es importante notar que la división judicial de los territorios españoles en América no seguía los mismos parámetros establecidos por las divisiones administrativas-militares. Cada zona donde un tribunal ejerciera cierta autoridad judicial podía caer bajo distintas jurisdicciones administrativas-militares.
Inicialmente, las organizaciones de mayor importancia judicial en América fueron la Casa de Contratación y el Consejo Supremo de Indias. Este último fue el organismo judicial-legislativo más importante para el continente hasta que, debido a la decadencia del régimen colonial español, fue suprimido por el Ministerio de Marina e Indias, que asumió sus funciones legislativas y judiciales. El Consejo Supremo de Indias tuvo distintas composiciones y estructuras a lo largo del tiempo, pero las salas más relevantes para el derecho eran aquellas que atendían conflictos de gobernanza entre entidades, controversias y casos de apelación. Por ello, contaba con una Sala de Gobierno, de Justicia, de Hacienda, y posiblemente dictaba sentencias en Pleno para temas de mayor importancia.
Por debajo del Consejo Supremo de Indias, se encontraban las Audiencias Virreinales, presididas por el Virrey, aunque la jurisdicción administrativa del virreinato coincidiera o no con la jurisdicción judicial de la Audiencia. El Virrey, como presidente de la Audiencia, no podía votar, pero tenía la labor de ratificar las sentencias. Es importante considerar que la Real Audiencia no solo era un tribunal de apelaciones, sino que también tenía competencias consultivas y administrativas. El Presidente de la Real Audiencia estaba acompañado por dos jueces de apelación, conocidos como Oidores. Por debajo de esta división judicial, se encontraban las Audiencias Pretoriales, presididas por un Gobernador, y las Audiencias Subordinadas, cuyo presidente no era una figura de poder administrativo-militar.
La experiencia del régimen imperial español en América jugó un papel crucial en la formación de individuos como Juan Germán Roscio. Es decir, en la formación de profesionales, intelectuales y académicos que sentarían las bases y principios legales del régimen republicano.

### SigloXIX

#### Nacimiento de la Corte Suprema
La Corte Suprema de Justicia fue creada bajo la Constitución de 1811, como órgano encargado de regir el Poder Judicial de la Confederación presidida por el doctor Francisco Espejo, y demás tribunales subalternos y juzgados inferiores que el Congreso estableciere en el territorio de la Unión. La Constitución de 1811 inviste al Ejecutivo de la autoridad para nombrar a los ministros de la Corte Suprema y de los demás tribunales inferiores, con previo aviso, consejo, conocimiento y aprobación de dos terceras partes del Senado. Esta constitución estableció periodos de servicio indefinidos para los ministros, condicionados a su buena conducta, y estableció restricciones de selección por edad, requiriendo un mínimo de 30 años para la Alta Corte y 25 para los otros tribunales. El número de miembros de la Corte y la determinación de sus sueldos, que no podían reducirse durante su función, eran determinados por leyes emitidas por el Congreso. La Constitución establece que la Corte posee una jurisdicción predominantemente apelativa, excepto en casos que involucren a embajadores, ministros y cónsules, donde tiene jurisdicción original. Este es un concepto legal recogido del derecho anglosajón que determina que la Corte cuenta con la autoridad de ser la primera entidad judicial en escuchar los casos que estén marcados con esta determinación. Aunque es el texto para una confederación, esta Constitución limitaba completamente la capacidad de las provincias para establecer sus propias instituciones judiciales, centralizando esta labor en el poder judicial del gobierno nacional.

#### La Gran Colombia y la Centralización Judicial (1821-1830)
La primera disolución de la Corte Suprema de Justicia, además de los eventos tumultuosos durante el proceso de independencia entre la Primera República de Venezuela y la Segunda República de Venezuela, ocurrió tras la caída de la Tercera República de Venezuela debido a la promulgación de la Constitución de la Gran Colombia de 1821, también conocida como la Constitución de Cúcuta. Esta Constitución eliminaba la Tercera República de Venezuela y su Constitución de 1819. La Constitución de Cúcuta requería una composición mínima de cinco miembros para la Corte Suprema. A diferencia de la Constitución de 1811, el presidente nominaba tres candidatos por cada vacante, de los cuales la Cámara de Representantes debía escoger dos, y finalmente el Senado seleccionaba al candidato definitivo. Tanto la Constitución de 1821 como la de 1819 se caracterizaban por otorgar al Ejecutivo la autoridad para nombrar suplentes temporales en la Corte sin pasar por el proceso estándar de selección, en caso de que el Congreso no estuviera en sesión.

#### Consolidación del Poder Judicial Nacional
La Constitución de 1830 introdujo una serie de cambios sutiles y radicales. El sistema de selección con nombramiento presidencial y aprobación del Congreso se mantuvo. Sin embargo, las prerrogativas del presidente respecto al nombramiento de ministros temporales cambiaron, ya que ahora requerían el consenso del Consejo de Gobierno. Al igual que en las constituciones anteriores, el presidente solo podía realizar estos nombramientos si el Congreso no estaba en sesión. Esta Constitución aumentó el requisito de edad para los magistrados a 40 años. Además, estableció una estrecha relación entre el Senado y la Corte Suprema de Justicia, disponiendo que ambos entes debían colaborar en el enjuiciamiento del presidente, el vicepresidente y otros funcionarios específicos. La Constitución de 1830 también expandió el concepto de las cortes inferiores dentro del Poder Judicial, añadiendo distritos de Cortes Superiores de Justicia. Los ministros de estas cortes eran propuestos al presidente por la Corte Suprema de Justicia, y a su vez, propuestos a la Corte Suprema de Justicia por las diputaciones provinciales de los distritos. Finalmente, esta Constitución fue la primera en presentar explícitamente un mecanismo legal similar al recurso de interpretación.

#### Centralización y Controversia
La Constitución de 1857 implicó cambios considerables a los mecanismos establecidos en documentos anteriores. El principal cambio fue que los funcionarios de la Corte Suprema de Justicia, es decir, el Presidente, Ministros y el Fiscal, debían servir por un periodo de seis años con posibilidad de reelección, lo que contrastaba con los modelos anteriores de servicio en función de buena conducta. Esta Constitución redujo el requisito de edad de los magistrados a 30 años y permitía que extranjeros con diez años de naturalización en el país y cumplimiento de otros requisitos pudieran ser parte de la Corte. Otro cambio significativo fue el método de selección, donde el Ejecutivo debía escoger de una lista de tres candidatos por vacante determinada por el Congreso en sesión conjunta. En cuanto a la organización del Poder Judicial, esta Constitución eliminó las disposiciones presentadas en la Constitución de 1830 sobre las facultades y la estructura de las Cortes Superiores de Justicia, determinando que estas se regularían por las leyes emitidas por el Congreso. Además, esta Constitución eliminó la relación establecida entre la Corte Suprema de Justicia y el Senado, como se figuraba en la Constitución de 1830. La Constitución de 1857 fue particularmente controversial por contener cambios específicos que, no relacionados al Poder Judicial, resonaron en distintos sectores de la sociedad venezolana, lo que, sumado al rechazo del régimen de José Tadeo Monagas, llevó a su reemplazo en tan solo un año.

#### Federalismo Judicial y la Descentralización
La Constitución de 1858, en reacción al centralismo autocrático de José Tadeo Monagas, determinó que el método de selección de los miembros de la Corte Suprema de Justicia estaría a cargo de las legislaturas de las provincias, un organismo suprimido bajo la Constitución de 1857. Para cumplir con esta expectativa, cada legislatura provincial debía elegir a dos individuos, de los cuales uno no podía ser local de la provincia. Esta Constitución estableció un método de selección para los suplentes de los ministros de la Corte Suprema de Justicia, que consistía en una lista de abogados designada anualmente por el Congreso en sesión conjunta. A diferencia de su predecesora, esta Constitución no menciona explícita o implícitamente mecanismos similares al recurso de interpretación. Además, la Constitución de 1858 restituyó la relación de la Corte Suprema de Justicia con el Senado en el enjuiciamiento de ciertos cargos públicos, así como otras facultades expresadas en la Constitución de 1830. Sin embargo, no restableció los periodos de servicio basados en buena conducta, sino que redujo la duración del cargo de seis a cuatro años y estableció la renovación de la mitad de la Corte Suprema de Justicia cada dos años.
Tras la Guerra Federal se promulgó la Constitución de 1864, que fue la primera en descentralizar el control del Poder Judicial del gobierno nacional, permitiendo a cada estado administrar sus tribunales e instituciones judiciales según sus propios criterios. Esta Constitución también se caracteriza porque, a diferencia de las anteriores, no establece requisitos profesionales para formar parte de la Alta Corte Federal, que era el nombre del tribunal supremo. En otras palabras, mientras que las constituciones anteriores requerían años de experiencia laboral como juez o abogado, esta Constitución descartó tal requisito. El método de selección dividía a los estados en cinco grupos de cuatro, en los cuales las legislaturas de cada estado debían votar por un candidato. Quien obtuviese más puntos en cada grupo de cuatro estados era nombrado, de modo que el Congreso recibía cinco nominaciones, de las cuales debía escoger una. Los suplentes eran escogidos de la misma manera. Esta Constitución también es particular por su hincapié en atender asuntos relacionados predominantemente con las relaciones entre el gobierno nacional, el pueblo y los estados. No se menciona explícita o implícitamente la calidad apelativa de la Corte, ni se discute su involucramiento en causas penales o civiles entre ciudadanos particulares. Se omite cualquier mención sobre tribunales inferiores aparte de la Corte Federal. No obstante, el artículo 114 permite la creación de tribunales nacionales en caso de ser necesarios.
La Constitución de 1874 no tuvo un impacto significativo en las facultades de la Corte Federal, pero añadió un mecanismo para elegir provisionalmente a los miembros de la Corte Suprema de Justicia si los estados no enviaban sus propuestas.

#### Reformas y el Sistema Dual de Cortes
La Constitución de 1881, a diferencia de las anteriores, implicó cambios significativos y formalizó las funciones de casación de la Corte Federal, las cuales habían sido reprimidas en la Constitución de 1864 pero readaptadas mediante la ley de casación de 1876. Esta Constitución rompió con la composición de cinco miembros en la Corte Suprema de Justicia, exigiendo un número de miembros igual al de los estados de la federación, que en ese momento era nueve. Así, el Congreso recibía una lista de candidatos para miembros principales y suplentes de cada estado, igual al número total de estados, y debía deliberar sobre qué candidato escoger de dicha lista para la representación de cada estado. Los miembros de la Corte Suprema de Justicia, formalmente nombrados como vocales, debían servir por un periodo de cuatro años. Simultáneamente, la Constitución creó la Corte de Casación, que debía funcionar como un sistema apelativo. Los vocales para servir en la Corte de Casación eran seleccionados de listas enviadas al Consejo Federal por los estados, que tenían la tarea de seleccionarlos para un periodo de servicio de cuatro años. Esta Corte estaba diseñada con el objetivo de suplir las facultades apelativas retiradas a la Corte Federal. Es importante notar que las leyes de los estados eran vinculantes para la Corte de Casación, de modo que debían emitir sentencias en función del derecho estatal.

### SigloXX
La victoria de la Revolución Liberal Restauradora dio como resultado la Constitución de 1901. Este texto mantuvo el sistema dual de la Corte Federal y la Corte de Casación, pero estableció un método de selección distinto a los anteriores, aunque similar en algunos aspectos. La legislatura de cada estado debía presentar cuatro candidatos para ser elegidos en cada una de estas cortes. Para la Corte de Casación se requería ser abogado, igual que en las constituciones anteriores, pero para la Corte Federal, al menos uno de los dos candidatos propuestos debía ser abogado. Con la eliminación del Consejo Federal, el Congreso debía proceder con la elección entre los candidatos presentados, dividiendo a los estados en diez agrupaciones de dos. Al organizar las cortes, cada agrupación debía contar con representación. Los miembros tendrían un periodo de servicio de seis años con posibilidad de reelección. Esta Constitución estableció una relación de trabajo conjunto entre la Corte Federal y la Corte de Casación para situaciones puntuales. Para otras situaciones, las decisiones de la Corte Federal debían ser dictadas por el vicepresidente y cuatro vocales, estando tal decisión sujeta a apelación por la Corte de Casación y la Corte Federal en conjunto, cuya resolución requería mayoría absoluta.

#### Fin del Sistema Dual de Cortes
En la Constitución de Venezuela de 1904, ambas cortes fueron fusionadas bajo el nombre de Corte Federal y de Casación, calificada como Tribunal Supremo de la Federación de los Estados, e integrada por siete miembros denominados vocales, elegidos por el Congreso. Esta Constitución dividió a la Federación en trece estados, más el Distrito Federal, derivando en siete agrupaciones que debían contar con representación en la Corte Suprema de Justicia. Aquellos que no fueron seleccionados por el Congreso para servir en la Corte Suprema de Justicia se convertían en suplentes. Además, el presidente recuperaba la facultad de nombrar suplentes si el Congreso no estaba en sesión, sin necesidad de consultar con el Consejo de Ministros.
El texto de 1909 incrementó el número de estados, manteniendo las siete agrupaciones para el método de selección. En el estatuto constitucional provisorio de 1914, desapareció la representación de los estados en el método de selección de los miembros de la Corte Suprema de Justicia, pero el número de jueces se mantuvo en siete.
En la Constitución de 1922, se restituyó el método de selección basado en la representación estatal, dividiendo nuevamente los estados en siete agrupaciones. Sin embargo, esta Constitución permitía a la propia corte elegir sus suplentes de manera aleatoria hasta la próxima reunión del Congreso. Tanto la Constitución de 1922 como la de 1925 establecieron un periodo de servicio de siete años. En esta última, el método de selección basado en la representación estatal fue nuevamente descartado, premiando a candidatos elegidos por el Congreso por mayoría absoluta.
La estructura de 1925 se mantuvo constante en las constituciones de 1928 y 1931, pero a partir de esta última, la Corte Suprema de Justicia se dividió en salas en la forma y sentido que dispusiera la ley. En la Constitución de 1936, el periodo de servicio fue reducido a cinco años, pero se mantuvo que los vocales permanecieran en el cargo hasta ser reemplazados.
La Constitución de 1947 renombró la Corte Federal y de Casación como Corte Suprema de Justicia y creó el Consejo Supremo de la Magistratura, un organismo orientado a asegurar la independencia, eficiencia y disciplina del Poder Judicial. Este consejo estaba compuesto por representantes del Poder Judicial, así como del poder legislativo y ejecutivo. En esta Constitución, las exigencias para ser parte de la corte cambiaron para estar en sintonía con las requeridas para ser presidente de la república. Los magistrados, como pasaron a ser denominados los anteriormente llamados vocales, aumentaron de siete a diez, con la posibilidad de incrementar este número por ley. Los magistrados servirían por un periodo constitucional de cinco años, sin mencionar límites para su reelección, y se mantuvo la división por salas en la forma que dispusiera la ley.
La Constitución de 1953 restituyó la separación entre la Corte Federal y la Corte de Casación. Sin embargo, en cuanto a la organización, atribuciones y funcionamiento de las cortes, mucho quedó sin definir, más allá de que esto estaría determinado por la ley y que el Ejecutivo Nacional tendría un rol de inspección en el asunto.

#### La Corte Suprema Durante el Régimen Civil (1961-1999)
La Constitución de 1961 trajo consigo el regreso del nombre Corte Suprema de Justicia. El número de magistrados sería determinado por ley, el método de selección recaería en sesiones conjuntas del Congreso, y el periodo de servicio sería de nueve años. La corte estaría separada en salas según lo dispuesto por la ley, que de acuerdo a su ley homónima de 1976, estableció una división en tres salas, cada una compuesta por cinco magistrados: la Sala Político-Administrativa, la Sala de Casación Civil y la Sala de Casación Criminal. Cuando fuese necesario, la corte se reuniría en pleno. Además, la misma ley establecía que la corte podía ser dividida en salas especializadas adicionales de cuatro miembros, donde podrían ser nombrados jueces de carácter inferior a los magistrados. Al igual que la Constitución de 1953, la ley determinaría los medios para inspeccionar el funcionamiento, la organización y las necesidades de la corte. Esta Constitución agregó un método de renovación de la corte por tercios cada tres años, estableciendo que el Congreso nombraría a los suplentes en caso de vacantes. Por último, incorporó un método para enjuiciar al presidente que requería un antejuicio de mérito por parte de la corte y una aprobación del Senado para proceder con el enjuiciamiento y la sentencia definitiva. Esta Constitución restituye el Consejo de la Magistratura bajo el nombre de Consejo de la Judicatura.

#### La Ruptura Constitucional de 1999
La Constitución de 1999 disolvió permanentemente la Corte Suprema de Justicia tal y como se le conoció desde 1961, marcando un rompimiento considerable con los patrones judiciales anteriores. El Tribunal Supremo de Justicia, organismo sucesor, se dividió en seis salas: Sala Constitucional, Sala Político-Administrativa, Sala Electoral, Sala de Casación Civil, Sala de Casación Penal y Sala de Casación Social (abarcando la casación agraria, laboral y de menores). Esta Constitución eliminó el requisito de edad para los magistrados, pero exige 15 años de experiencia laboral o académica en algún ámbito, además de ser ciudadano de "reconocida honorabilidad". La ley puede determinar otros requisitos adicionales. Los magistrados son elegidos para un periodo de servicio de 12 años sin posibilidad de reelección. El método de elección puede ser definido por la ley, pero la Constitución establece un método provisional en el que el Comité de Postulaciones Judiciales presenta una preselección al Poder Ciudadano, que a su vez presenta una segunda preselección a la Asamblea Nacional, la cual realiza la selección final. Los magistrados pueden ser removidos por la Asamblea Nacional mediante una mayoría de dos tercios, considerando que el Poder Ciudadano haya presentado faltas graves según lo establecido en la ley. Dado que el Senado fue disuelto, la Asamblea Nacional ahora asume el rol de proceder con autorizar el juicio del Presidente si la Corte determina que hay méritos para su enjuiciamiento.

## Disolución
El 14 de agosto de 1999 se instala la Asamblea Nacional Constituyente para redactar una nueva constitución, pero el 5 de noviembre de 1999, a pocos días de concluir su trabajo, la Asamblea Nacional Constituyente eliminó la Corte Suprema de Justicia para dar paso a una nueva institución: el Tribunal Supremo de Justicia, con autonomía financiera y funcional divididas en seis Salas.

## Magistrados
- Joaquín Gabaldón Márquez (1958 y 1962)
- Carlos Acedo Toro (presidente entre 1969 y 1974)
- Cecilia Sosa (1989-1999, presidente entre 1996 y 1999)
- Ezequiel Monsalve Casado
- Sonia Sgambatti